# Cymbidium aliciae
Cymbidium aliciae là một loài thực vật có hoa trong họ Lan. Loài này được Quisumb. mô tả khoa học đầu tiên năm 1940.